# Автошлях О 070110
Автошля́х О 070110 (стара назваТ 0717) — автомобільний шлях територіального значення у Закарпатській області. Пролягає територією Берегівського та Іршавського районів через Берегове—Кам'янське. Загальна довжина — 25,3 км.

## Маршрут
Автошлях проходить через такі населені пункти:
| Автошлях Т 0717      |                 |
| Закарпатська область |                 |
| Берегівський район   |                 |
| Берегове             | E58E81М23М24Р54 |
| Кідьош               |                 |
| Великі Береги        |                 |
| Нижні Ремети         |                 |
| Верхні Ремети        |                 |
| Іршавський район     |                 |
| Хмільник             |                 |
| Кам'янське           | Н09             |